# Doug Scarratt
Doug Scarratt (Hove; 7 de septiembre de 1959) es un músico y compositor inglés conocido por ser el guitarrista de la banda de heavy metal Saxon, desde 1996 hasta el día de hoy.
A los doce años recibió su primera guitarra, que aprendió a tocarla de manera autodidacta. Sin embargo, como su familia no estaba conforme de que iniciara una carrera musical, comenzó a trabajar como diseñador gráfico durante su adolescencia. Después de varios años decidió optar por una carrera musical, dando sus primeros pasos como músico de sesión de bandas de funk y pop. Por aquellos años conoció al baterista Nigel Glockler, con quien formó una gran amistad antes que él ingresara a Saxon en reemplazo de Pete Gill.
En 1996 y con la ayuda de Nigel ingresó a Saxon en reemplazo de Graham Oliver, que anunció su retiro luego del lanzamiento de Dogs of War. Su primera grabación con la banda fue una versión de «You've Got Another Thing Comin'», que se incluyó en el disco tributo a Judas Priest,  A Tribute to Judas Priest - Legends of Metal Vol. 1. Desde entonces ha participado en todos los álbumes de estudio y en directo de la banda, compartiendo la labor de guitarra líder con Paul Quinn.
Por otro lado, en 2001 y junto a Nigel Glockler publicaron como dúo el álbum Mad Men and English Dogs.

## Discografía
| - 1996: The Eagle Has Landed Part II (en vivo) - 1997: Unleash the Beast - 1999: Metalhead - 2001: Killing Ground - 2002: Heavy Metal Thunder - 2004: Lionheart - 2006: The Eagle Has Landed Part III (en vivo) - 2007: The Inner Sanctum - 2009: Into the Labyrinth - 2011: Call to Arms - 2012: Heavy Metal Thunder - Live: Eagles Over Wacken (en vivo) - 2013: Sacrifice - 2015: Battering Ram - 2018: Thunderbolt | - 2001: Mad Men and English Dogs |